# Vochysia spathiphylla
Vochysia spathiphylla är en tvåhjärtbladig växtart som beskrevs av Stafleu. Vochysia spathiphylla ingår i släktet Vochysia och familjen Vochysiaceae. Inga underarter finns listade i Catalogue of Life.